# Escudo de Lübeck
La ciudad hanseática de Lübeck ha tenido durante mucho tiempo un doble escudo de armas: uno con el águila como símbolo de la libertad imperial de la que gozó la ciudad desde 1226 hasta 1937; uno con colores hanseáticos de plata sobre rojo y la llamada placa Lübeck,

## Historia
El origen del escudo de Lübeck no es certero, pero se cree que deriva de la bandera hanseática, vista por primera vez en el sello de un barco en 1230. Esta es también la referencia más antigua a su propio emblema nacional de la ciudad, con el águila imperial apareciendo un poco más tarde, visto por primera vez en monedas de principios del siglo XIV. Se cree que los colores del escudo no provienen del condado de Holstein, sino de las armas imperiales. Alrededor de 1450 se encontraron los dos brazos combinados, el águila con el escudo de armas hanseático como escudo de pecho. Su uso continuado hoy en día no lo convierte en el escudo de armas más antiguo de Schleswig-Holstein. El escudo de armas más antiguo de Flensburg es más antiguo. 
Después de la inclusión de Lübeck en el Primer Imperio francés el 1 de enero de 1811, la ciudad recibió un nuevo escudo de armas, para enfatizar la posición de Lübeck como comunidad dentro del estado francés. En este emblema, diseñado por el Conseil du Sceau, el tradicional escudo de armas rojo y blanco descansaba sobre un par de alas de águila negra, una representación aproximada del águila doble de Lübeck; Esta combinación en un campo blanco. Como Lübeck era uno de los villanos de Bonnes del Imperio, se añadió un jefe de gules, con tres abejas imperiales doradas. Este escudo de armas fue otorgado a Lübeck por Napoleón Bonaparte el 13 de junio de 1811 con un Wappenbrief firmado. Después de la liberación del dominio francés en 1813, y la restauración del estado de Lübeck como una ciudad-estado independiente, se restableció el escudo de armas tradicional. 
Con la abolición de la independencia de Lübeck en la Ley del Gran Hamburgo de 1937, anexionándola al Estado Libre de Prusia, como parte de la Provincia de Schleswig-Holstein, a la ciudad se le permitió mantener su viejo escudo de armas.

## Galería

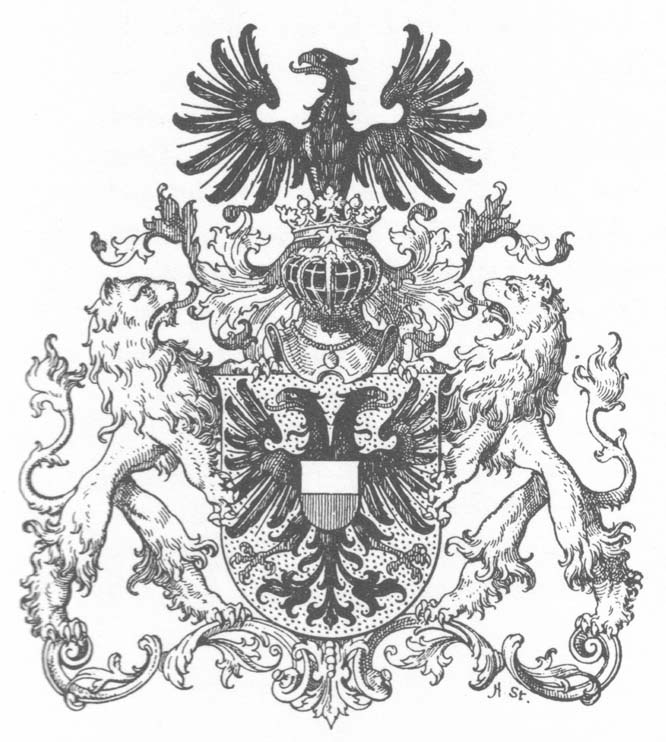
Gran escudo de armas de la ciudad libre y hanseática de Lübeck durante el Imperio alemán
Una representación anterior del escudo de armas.
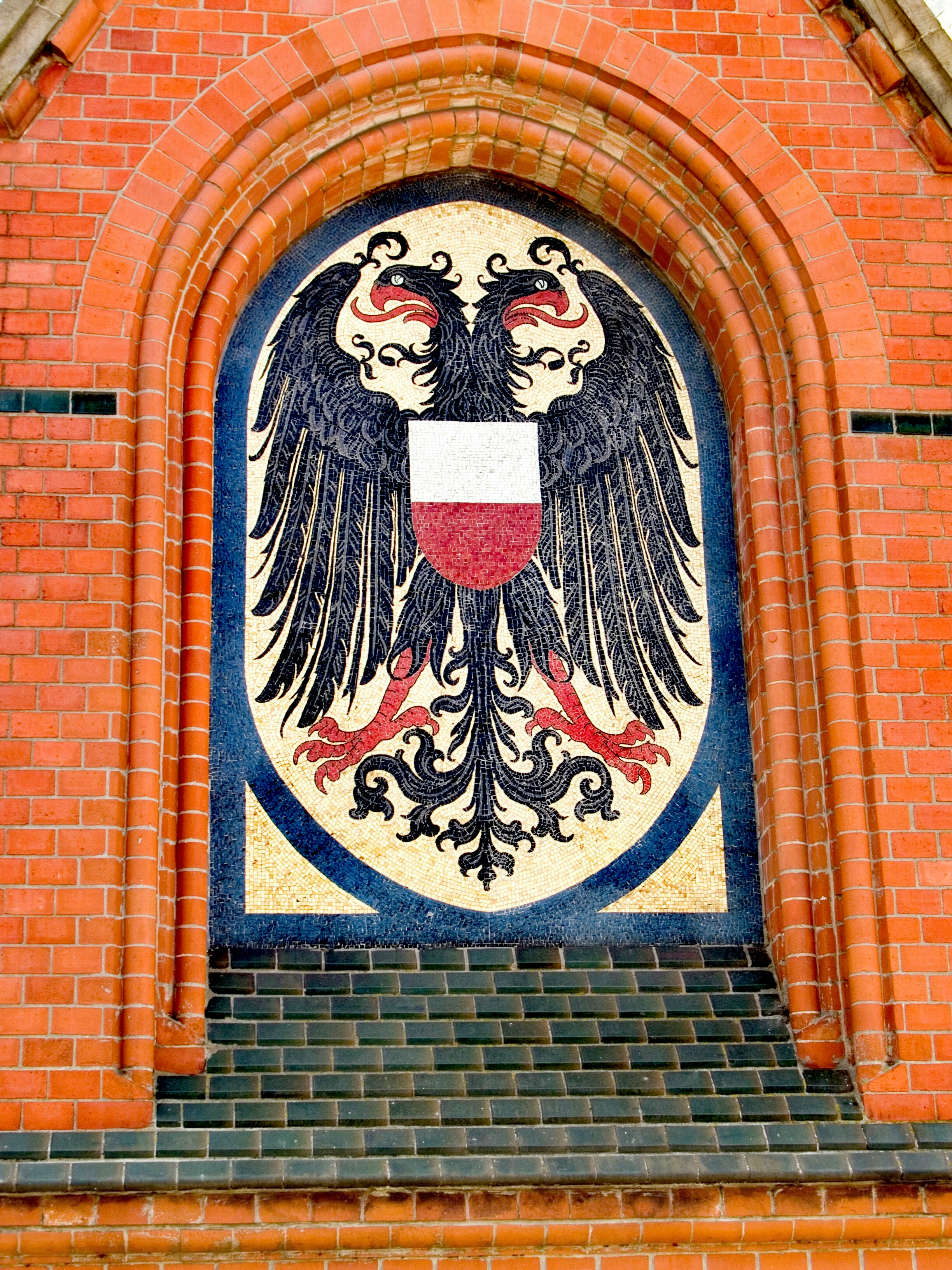
Mosaico del puente de elevación vertical sobre el canal Elba-Lübeck debajo de la puerta del castillo
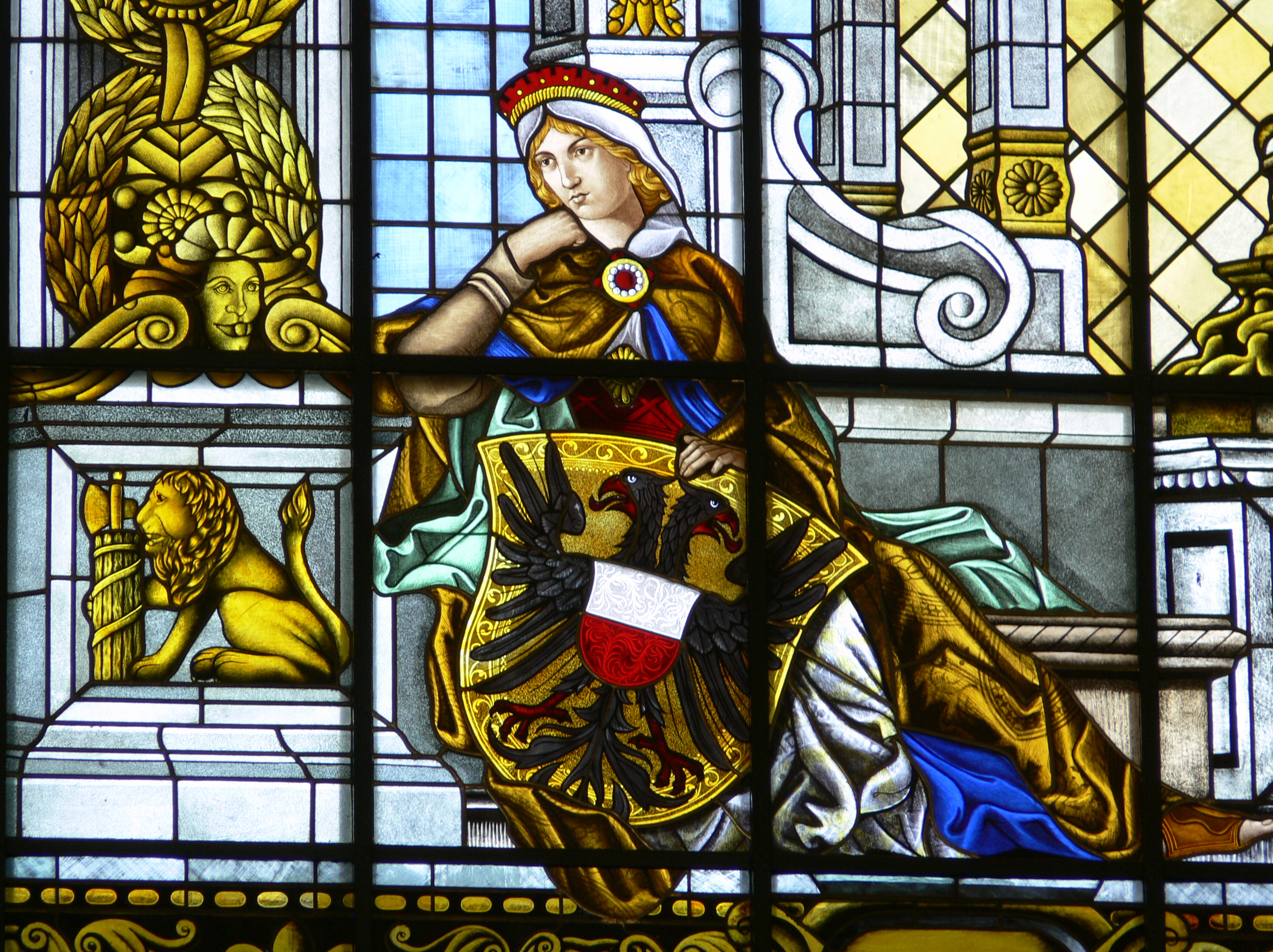
Escudo de armas en una ventana del edificio de la Corte Suprema Imperial en Leipzig (ahora la Corte Administrativa Federal de Alemania)
Escudo de la era Napoleónica (1811-1813)
El escudo de armas oficial de la ciudad desde 1997, diseñado por el profesor Kurt Weidemann